# Prizonier în Vatican
Un prizonier în Vatican sau prizonier al Vaticanului (în italiană: prigioniero del Vaticano) este modul în care Papa Pius al IX-lea s-a descris pe sine ca urmare a capturii Romei de către forțele armate ale Regatului Italiei la 20 septembrie 1870. Parte a procesului de unificare italiană, capturarea orașului a încheiat domnia milenară temporală a papilor peste centrul Italiei și a permis Romei să fie desemnată capitala noii națiuni. Denumirea este, de asemenea, aplicată la succesorii lui Pius.